# Gare de Shiogama
La gare de Shiogama (塩釜駅, Shiogama-eki) est une gare ferroviaire de la ville de Shiogama, dans la préfecture de Miyagi au Japon. La gare est exploitée par la compagnie JR East.

## Situation ferroviaire
La gare de Shiogama est située au point kilométrique (PK) 365,2 de la ligne principale Tōhoku.

## Historique
La gare de Shiogama a été inaugurée le 9 juillet 1956.

## Service des voyageurs

### Accueil
La gare dispose d'un bâtiment voyageurs, avec guichets, ouvert tous les jours.

### Desserte
- Ligne principale Tōhoku :
  - voie 1 : direction Sendai, Shiroishi et Fukushima
  - voie 2 : direction Matsushima et Kogota
- Ligne Senseki-Tōhoku :
  - voie 1 : direction  Sendai
  - voie 2 : direction Takagimachi et Ishinomaki